# حوزه‌های انتخابیه مجلس شورای اسلامی در استان همدان
استان همدان ۷ حوزه برای انتخابات مجلس شورای اسلامی دارد که در مجموع ۹ نماینده را در بر می‌گیرد.
| مرکز      | حوزه             | شهرستان‌ها | بخش‌ها                                                 | کرسی | نقشه | جمعیت  |
| --------- | ---------------- | --------- | ----------------------------------------------------- | ---- | ---- | ------ |
| همدان     | همدان و فامنین   | همدان     | شهر همدان، بخش مرکزی، بخش شرا                         | ۲    |      | ۷۱۵۴۶۴ |
| همدان     | همدان و فامنین   | فامنین    | شهر فامنین، بخش مرکزی، بخش پیشخور                     | ۲    |      | ۷۱۵۴۶۴ |
| اسدآباد   | اسدآباد          | اسدآباد   | شهر اسدآباد، بخش مرکزی، بخش پیرسلمان                  | ۱    |      | ۱۰۴۹۰۱ |
| کبودراهنگ | بهار و کبودرآهنگ | بهار      | شهر بهار، بخش مرکزی، بخش صالح‌آباد، بخش لالجین         | ۱    |      | ۲۶۶۱۴۴ |
| کبودراهنگ | بهار و کبودرآهنگ | کبودرآهنگ | شهر کبودرآهنگ، بخش مرکزی، بخش شیرین‌سو، بخش گل‌تپه      | ۱    |      | ۲۶۶۱۴۴ |
| تویسرکان  | تویسرکان         | تویسرکان  | شهر تویسرکان، بخش مرکزی، بخش قلقل‌رود                  | ۱    |      | ۱۰۵۶۶۶ |
| رزن       | رزن و درگزین     | رزن       | شهر رزن، بخش مرکزی، بخش سردرود، بخش قروه درجزین       | ۱    |      | ۱۱۳۵۸۷ |
| ملایر     | ملایر            | ملایر     | شهر ملایر، بخش مرکزی، بخش جوکار، بخش سامن، بخش زند    | ۲    |      | ۲۹۰۶۸۵ |
| نهاوند    | نهاوند           | نهاوند    | شهر نهاوند، بخش مرکزی، بخش خزل، بخش زرین‌دشت، بخش گیان | ۱    |      | ۱۸۱۷۸۷ |

## پی‌نوشت و منابع
- «جدول حوزه‌های انتخابیه در انتخابات نهمین دورهٔ مجلس شورای اسلامی» (PDF). مرکز پژوهش و سنجش افکار صدا و سیما. بایگانی‌شده از اصلی (PDF) در ۵ اكتبر ۲۰۱۸. دریافت‌شده در ۲۶ آوریل ۲۰۱۶. تاریخ وارد شده در |archive-date= را بررسی کنید (کمک)
- «طرح اصلاح قانون تعیین محدودهٔ حوزه‌های انتخاباتی مجلس شورای اسلامی». مرکز پژوهش‌های مجلس شورای اسلامی. ۲۰ تیر ۱۳۹۱. بایگانی‌شده از اصلی در ۲۲ ژوئیه ۲۰۱۵. دریافت‌شده در ۲۶ آوریل ۲۰۱۶.
- «جدول ۲۰۷ حوزهٔ انتخابیهٔ مجلس دهم». وزارت کشور. بایگانی‌شده از اصلی در ۲۳ مارس ۲۰۱۶. دریافت‌شده در ۱۴ ژوئن ۲۰۱۶.